# Eŋ (digramme)
Cette page contient des caractères spéciaux ou non latins. S’ils s’affichent mal (▯, ?, etc.), consultez la page d’aide Unicode.
Eŋ (minuscule eŋ) est un digramme de l'alphabet latin composé d'un E et d'un Eng (Ŋ). 

## Linguistique
- En bassa, le digramme « eŋ » note un la voyelle [e] nasalisée. La lettre E cédille (Ȩ) peut avoir la même utilisation.

## Représentation informatique
Comme la majorité des digrammes, il n'existe aucun encodage de Eŋ sous un seul signe, il est toujours réalisé en accolant un E et un Ŋ,.